# Andre Gregory
Andre William Gregory (Parijs, 11 mei 1934) is een in Frankrijk geboren Amerikaans toneelregisseur, schrijver, producent en acteur.
Gregory studeerde aan de Harvard-universiteit en acteren aan The Neighborhood Playhouse School of the Theatre in New York. Hij richtte in 1968 zijn eigen theatergezelschap op, The Manhattan Project. Hij maakte zijn filmdebuut in 1981 met de dramafilm My Dinner with Andre, geregisseerd door Louis Malle met tegenspeler Wallace Shawn. Gregory schreef met Shawn ook het scenario waarmee ze in 1982 een Boston Society of Film Critics Award wonnen. In mei 2020 bracht Gregory zijn memoires uit, This Is Not My Memoir

## Filmografie

### Film
| Jaar | Titel                         | Rol                     | Opmerkingen              |
| ---- | ----------------------------- | ----------------------- | ------------------------ |
| 1981 | My Dinner with Andre          | Andre                   | Ook scenario             |
| 1982 | Author! Author!               | J.J.                    |                          |
| 1984 | The Soldier's Tale            | De verteller            |                          |
| 1984 | Protocol                      | Nawaf Al Kabeer         |                          |
| 1985 | Always                        | Partijfilosoof          |                          |
| 1986 | The Mosquito Coast            | Dominee Spellgood       |                          |
| 1987 | Street Smart                  | Ted Avery               |                          |
| 1988 | The Last Temptation of Christ | John The Baptist        |                          |
| 1988 | Some Girls                    | Mr. D'Arc               |                          |
| 1990 | The Bonfire of the Vanities   | Aubrey Buffing          |                          |
| 1991 | The Linguini Incident         | Dante                   |                          |
| 1993 | Demolition Man                | Warden William Smithers |                          |
| 1994 | The Shadow                    | Burbank                 |                          |
| 1994 | Vanya on 42nd Street          |                         | Alleen scenario          |
| 1995 | Last Summer in the Hamptons   | Ivan Axelrod            |                          |
| 1997 | Hudson River Blues            | Will                    |                          |
| 1998 | Goodbye Lover                 | Rev. Finlayson          |                          |
| 1998 | Celebrity                     | John Papadakis          |                          |
| 2003 | Judge Koan                    | Zen Master (stem)       | Ook uitvoerend producent |
| 2013 | A Master Builder              | Knut Brovik             | Ook producent            |

### Televisie
| Jaar | Titel              | Rol         | Opmerkingen                      |
| ---- | ------------------ | ----------- | -------------------------------- |
| 1983 | Great Performances | Mad Hatter  | Aflevering "Alice in Wonderland" |
| 1993 | Tribeca            |             | Aflevering "Heros Exoletus"      |
| 2016 | The Young Pope     | Elmore Coen | 2 afleveringen                   |

## Theater
| Jaar | Titel                        | Rol                          | Opmerkingen      |
| ---- | ---------------------------- | ---------------------------- | ---------------- |
| 1968 | Leda Had a Little Swan       |                              | Alleen regisseur |
| 1970 | Alice in Wonderland          |                              | Alleen regisseur |
| 1975 | Our Late Night               |                              | Alleen regisseur |
| 1985 | Follies                      | Dimitri Weismann / Verteller |                  |
| 1988 | Rumors                       | Ernie Cusack                 |                  |
| 2009 | Grasses of a Thousand Colors |                              | Alleen regisseur |